# Муиргиус мак Томмалтайг

Ирландия в VIII — первой трети IX века

Муиргиус мак Томмалтайг (др.‑ирл. Muirgius mac Tommaltaig; умер в 815) — король Коннахта (792/796—815) из рода Уи Бриуйн.

## Биография
Муиргиус был одним из сыновей Томмалтаха мак Мургайла и правнуком правителя Коннахта Индрехтаха мак Муйредайга. Он принадлежал к септу Сил Муйредайг, одной из частей Уи Бриуйн Ай. Земли Уи Бриуйн Ай находились на равнине Маг Ай, располагаясь вокруг древнеирландского комплекса Круахан.
Ни дед, ни отец Муиргиуса мак Томмалтайга так и не смогли овладеть коннахтским престолом. В сообщениях ирландских анналов о смерти в 774 году Томмалтаха мак Мургайла, тот назван королём Маг Ая. Первое датированное сообщение исторических источников о Муиргиусе относится к 792 году, когда он в сражении при Срут Клуана Арги (современном Клунаргиде) нанёс поражение правителю Коннахта Кинаэду мак Артгайлу. Король Кинаэд пал на поле боя. По свидетельству «Анналов Ульстера», это событие стало началом правления Муиргиуса в Коннахте. Однако в «Анналах Инишфаллена» содержится упоминание о смерти в 796 году коннахтского монарха Коллы мак Форгуссо из септа Сил Келлайг. Предполагается, что в первой половине 790-х годов Муиргиус был вынужден вести междоусобные войны, чтобы утвердить своё право на престол Коннахта.
В 792 году Муиргиус мак Томмалтайг также одержал победу в сражении при Ард Маккриме (в современном графстве Слайго) над войском септа Уи Айлелло. В сражении пали Катмуг мак Флайтбертайг из Кенел Кайрпре и первый достоверно известный король Брефне Кормак, сын Дуб-да-Криха. Поражение при Ард Майккриме стало началом упадка Уи Айлелло, и впоследствии родичи Муиргиуса из Сил Муйредайг вытеснили этот септ с его земель в Маг Луйрге.
Стремясь заручиться поддержкой ирландского духовенства, как и некоторые из его предшественников на коннахтском престоле, Муиргиус мак Томмалтайг при поддержке аббата обители в Роскоммоне Айльдобура в 793 году в Круахане «провозгласил закон Коммана». На этой церемонии было объявлено об обязательном исполнении в королевстве разработанных в Роскоммоне правил, устанавливавших систему штрафов за различные преступления.
В 796 году Муиргиус мак Томмалтайг потерпел поражение в сражении при Ат Фене, на границе его владений и земель племени киаррайге. Однако уже в 799 году анналы сообщают о сражении среди коннахтцев вблизи Дун Ганибы. В этой битве, завершившейся победой короля Муиргиуса, пали многие знатные люди королевства. Предполагается, что это событие положило конец попыткам претендентов свергнуть Муиргиуса с престола королевства.
В 799 году аббат Армы Гормгал провозгласил главенство «закона Патрика» на землях Коннахта.
Намереваясь не только подчинить своей власти племена Южного Коннахта, но и захватить их земли, Муиргиус мак Томмалтайг в 802 году разрушил принадлежавшую королю Уи Мане крепость в Лох Риахе (на берегу озера Лох-Ри). Это, возможно, способствовало в следующем году восстанию против Уи Мане проживавшего здесь племени круитни Согайн.
Стремясь поставить под свой контроль богатое аббатство Баслик, находившееся вблизи Круахана, но подчинявшееся племени Киаррайге Ай, Муиргиус мак Томмалтайг добился возведения своего сына Кормака в сан настоятеля этой обители. Однако тот был убит в 805 году людьми из Киаррайге. Мстя за гибель сына, король Коннахта в том же году разорил земли этого племени.
Выступая как правитель, открыто выказывавший неповиновение воле верховного короля Ирландии Аэда Посвящённого из рода Кенел Эогайн, Муиргиус мак Томмалтайг в 805 году укрыл у себя свергнутого Аэдом короля Лейнстера Финснехту Четырёхглазого. В 806 году король Коннахта помог Финснехте возвратить утерянную власть над королевством, о чём сохранилось свидетельство в одном из посвящённых Муиргиусу стихотворений.
В 808 году Муиргиус мак Томмалтайг поддержал мятеж правителя Миде Конхобара мак Доннхады из рода Кланн Холмайн против верховного короля Ирландии. Властители Миде и Коннахта дошли с войском до Тайльтиу, места ежегодных собраний ирландской знати и духовенства. Здесь они провели три дня, что по понятиям того времени означало легитимизацию прав Конхобара на титул верховного короля. Однако появление армии Аэда Посвящённого заставило обоих союзников обратиться в бегство, после чего каждый из них возвратился в свои владения. В наказание за восстание верховный король разграбил земли Миде к западу от реки Шаннон, но не тронул владения правителя Коннахта.
В 810 году возобновились столкновения Муиргиуса мак Томмалтайга с некоторыми из коннахтских племён. В этом году два сына Муиргиуса, Тагд Мор и Флатниа, погибли от рук луигни из Коранна. В наказание за это преступление коннахтский король опустошил земли убийц. В 812 году Муиргиус мак Томмалтайг убил многих людей племени Калрайге Луирг, а затем совершил с войском поход в Южный Коннахт.
В правление Муиргиуса мак Томмалтайга начались нападения викингов на земли Коннахта. В ходе первого из таких нападений, совершённого в 812 году, один из норманнских отрядов был уничтожен воинами коннахтского племени Уи Майл, но другому отряду викингов удалось убить многих воинов из племени Конмайкне. В следующем году викинги отомстили за своё поражение, одержав победу над войском племени Уи Майл и убив его короля Дунадаха.
В качестве покровителя духовенства Коннахта, в 811 году Муиргиус мак Томмалтайг с почётом принял аббата Армы Нуадо, привёзшего с собой реликвии святого Патрика, и обещал содействовать тому в распространении в своём королевстве закона, носившего имя «апостола Ирландии». В 814 году, мстя за убийство Маэлдуйна, епископа и аббата Эхдруйма (Орима), король Коннахта совместно с настоятелем монастыря Клонмакнойс Фойрхеллахом вторгся в небольшое коннахтское королевство Уи Мане и разорил его земли, начиная от реки Сак. По свидетельству анналов, вопреки установлениям «Закона Адамнана», многие невиновные местные жители пострадали во время этого похода. В том же году в Круахане король Муиргиус «провозгласил закон святого Киарана», тем самым ещё раз выказав поддержку Клонмакнойсскому монастырю, где был разработан этот свод правил.
Муиргиус мак Томмалтайг умер в 815 году. В сообщении «Анналов Ульстера» об этом событии он назван «огненным королём без сострадания». Известно, что у Муиргиуса было пять сыновей. Трое из них — Кормак, Тадг Мор и Флатниа — погибли ещё при жизни отца. Маэл Дуйн пал в бою с викингами в 838 году, а Катал, также как и его отец, был королём Коннахта. При Муиргиусе его септ Сил Муйредайг стал наиболее влиятельной силой среди Уи Бриуйн Ай, успешно конкурируя с представителями Уи Бриуйн Брефне и Уи Бриуйн Сеола за контроль над коннахтским престолом. Потомки Муиргиуса, позднее получившие название О’Конноров, сохраняли это положение несколько веков.
После смерти Муиргиуса мак Томмалтайга в Коннахте началась борьба за королевский престол. По данным списка коннахтских монархов из «Лейнстерской книги», преемником Муиргиуса был его брат Диармайт. Однако некоторые современные историки (в том числе, Ф. Д. Бирн), основываясь на свидетельстве анналов, в 818 году упоминавших о короле Уи Бриуйн Маэл Котайде мак Фогартайге из Сил Катайл, предполагают, что после смерти Муиргиуса именно Маэл Котайд овладел престолом Коннахта.